# كاستل جورجو
كاستل جورجو (بالإيطالية: Castel Giorgio)‏ هي بلدية في مقاطعة تيرني في إقليم أومبريا الإيطالي.

## السكان
في سنة 1861 بلغ عدد السكان 1٬590 نسمة، وتطور العدد ليصل في سنة 2011 لـ 2٬178 نسمة.
يظهر هذا المخطط البياني تطور النمو السكاني لـ كاستل جورجو